# Уокер, Бриана
Бриана Уокер (англ. Breeana Walker; род. 28 августа 1992, Мельбурн) — австралийская бобслеистка.

## Карьера
На юниорском и молодёжном уровнях занималась лёгкой атлетикой, специализировалась на беге. 
В 2016 году перешла в бобслей, пройдя квалификацию на пилота и в ноябре 2016 года дебютировала на Кубке Северной Америки, но при этом на двух этапах их двойка вместе с разгоняющей Микайлой Данн была дисквалифицирована. В ноябре 2017 года на Кубке Северной Америки в заездах двоек с разгоняющей Микайлой Данн они заняли последнее 16-е место.
В январе 2019 года вместе с разгоняющим Джейми Скрупом она дважды была третьей на двух этапах Кубка Европы. На дебютном для себя чемпионате мира дуэт занял итоговое 13-е место. В сезоне 2019/20 Уокер выиграла три этапа Мировой серии по заездам монобобов, выиграв три этапа подряд.
В январе 2021 года на Кубке мира по бобслею выиграла два этапа в соревнованиях монобобов, но в общем зачёте она стала второй после американки Николь Вогт. На следующем Кубке мира, несмотря на успехи на нескольких этапах, в общем зачёте она стала пятой.
В феврале 2022 года участвовала в Олимпийских играх 2022 года, на которых в заездах монобобов она стала пятой, а в соревнованиях двоек вместе с разгоняющей Киарой Реддингус заняли итоговое 16-место из двадцати.
В январе 2023 года на чемпионате мира по бобслею в заездах монобобов показала лучший результат в карьере, заняв итоговое четвёртое место.